# Robert Mercer
Robert Leroy Mercer (Nou Mèxic, 11 de juliol de 1946) és un empresari i informàtic estatunidenc, co-director de Renaissance Technologies, un fons d'inversió. És conegut per ser un dels principals finançadors de campanyes polítiques conservadores. Mercer ha finançat diversos Comitè d'Acció Política (Súper PACs) afiliats a Freedom Partners, Club for Growth Action i John R. Bolton. És el principal benefactor del Super PAC Make America Number 1.

## Joventut
Mercer va créixer a Nou Mèxic. Ja de jove va mostrar interès en els ordinadors, i el 1964 va assistir al National Youth Science Camp de Virgínia de l'Oest, on va aprendre a programar amb un ordinador IBM que li havien donat. Va continuar els seus estudis fins a aconseguir un diploma en física i matemàtiques a la Universitat de Nou Mèxic. Mentre estudiava, va treballar programant línies de codi en un laboratori d'armes aèries a la Base Kirtland. Segons el mateix Mercer, l'experiència li va deixar una visió pessimista sobre la recerca finançada amb fons governamentals. Posteriorment, es va doctorar en informàtica a la Universitat d'Illinois a Urbana-Champaign el 1972.

## Trajectòria professional
Mercer es va unir a l'equip de recerca de IBM la tardor de 1972, després d'obtenir el seu doctorat. Es va establir al Centre de Recerca Watson de Yorktown (NY), on va desenvolupar el "Mercer Clustering, una tècnica de traducció automàtica estadística relacionada amb sistemes de reconeixement de la parla i altres sistemes de traducció, gràcies a un programa de recerca dirigit per Frederick Jelinek i Lalit Bahl. El juny de 2014, Mercer va rebre un premi de l'Association for Computational Linguistics per aquesta feina.
El 1993 Mercer es va unir al fons d'inversió Renaissance Technologies, després de ser contractat pel seu fundador James Harris Simons, un pioner que preferia contractar matemàtics a gent provinent del món de la gestió empresarial o corporativa. Mes endavant, Mercer i un col·lega anterior d'IBM, Peter Brown, van esdevenir els directors executius de Renaissance, quan el fundador es va jubilar el 2009. El seu principal fons, Medallion, havia guanyat un 39% anual entre 1989 i 2006. A data 2014, Renaissance acumula 25 mil milions de dòlars en beneficis.

## Activitat política
Des de 2006, Mercer ha donat més de 34,9 milions de dòlars per a campanyes electorals. I l'empresa Renaissance Technologies ha contribuït amb més de 59 milions de dòlars des de 2001 i gastat més de 3 milions en fer lobbying.
El 2015, The Washington Post va nomenar Mercer entre els deu milionaris més influents en política. Va ser un dels grans recolzadors de la campanya de Ted Cruz el 2016, contribuint-hi amb 11$ milions. Segons Zachary Mider de Bloomberg, Mercer fou el donant nominal més gran de les Eleccions presidencials dels Estats Units de 2016. Aquesta dada també ha sigut confirmada pel Center for Responsive Politics. James Harris Simons, cofundador de Renaissance, fou el 5è, tot i que aquest generalment recolza als demòcrates.
Mercer es va unir a la campanya de donatius dels Germans Koch, però més endavant va decidir crear una Fundació pròpia, juntament amb la seva filla. La Mercer Family Foundation, gestionada per Rebekah Mercer, ha donat suport a diverses causes conservadores.
Mercer ha sigut un dels principals impulsors de la campanya presidencial de Donald Trump durant la Campanya electoral de 2016. Entre altres, van ajudar a impulsar les figures de Stephen Bannon i Kellyanne Conway dins de l'organització. Els Mercer havien treballat amb Bannon anteriorment a Breitbart.com, Reclaim New York i al Government Accountability Institute (GAI) i Rebekah hi havia treballat amb Conway en la campanya de finançament de Ted Cruz. Mercer també va finançar unSuper PAC, Make America Number One, el qual va donar suport a la campanya de Trump.
S'estima que es va gastar més de 32 milions de dòlars en campanyes polítiques només el 2016. També ha invertit milions de dòlars en la Fundació Heritage, i en organitzacions com Breitbart News, Cambridge Analytica, el Cato Institute, el Centre de Recerca dels Mitjans de comunicació, Reclaim New York, entre d'altres. També ha recolzat la campanya per reinstaurar la pena de mort a Nebraska i va finançar la campanya ground-zero mosque a Nova York.
Mercer va jugar un rol clau en la campanya del Brexit. Segons Andy Wigmore, director de comunicacions de Leave.eu, Mercer va oferir serveis d'anàlisi de dades de la firma Cambridge Analytica al cap de l'UKIP, Nigel Farage. L'empresa era capaç d'aconsellar leave.eu sobre com gestionar informació de la gent a Facebook amb l'objectiu d'oferir-lis missatges persuasius que afavorissin el vot a favor del Brexit. Tanmateix, leave.eu no va informar la comissió electoral del Regne Unit comissió electoral de la donació, fet contrari a la llei que reclama que totes les donacions superiors a 7,500£ han de ser registrades.

## Vida personal
Mercer i la seva dona Diana tenen tres filles, Jennifer ("Jenji"), Rebekah ("Bekah"), i Heather Sue. Rebekah gestionen la Mercer Family Foundation. Heather Sue, com el seu pare, és una jugadora professional de pòquer (global rànquing 67,182). Les tres filles Mercer també gestionen un forn de pa anomenad Ruby et Violette.
Robert Mercer és un jugador de pòquer professional, (rànquing 62,841). Li agraden molt els ferrocarrils de model, especialment els d'escala HO. El 2013, va fer front a una demanda del seu personal de la llar, fet que van resoldre amb una indemnització amistosa.
Mercer viu en una mansió a Head of the Harbor, a Nova York. Disposa de diversos iots, un amb més de 200 peus dins longitud. A Florida, Mercer va fer-se construir un ranxo propi. També té una de les col·leccions d'armes més grans del país, incloent la que va fer servir Arnold Schwarzenegger a Terminator.